# Руанда на Чемпіонаті світу з водних видів спорту 2015
Руанда взяла участь у Чемпіонаті світу з водних видів спорту 2015, який пройшов у Казані (Росія) від 24 липня до 9 серпня.

## Плавання
Плавці Руанди виконали кваліфікаційні нормативи в дисциплінах, які наведено в таблиці (не більш як 2 плавці на одну дисципліну за часом нормативу A, і не більш як 1 плавець на одну дисципліну за часом нормативу B):
Чоловіки
| Спортсмен       | Дисципліна           | Попередній заплив | Попередній заплив | Півфінал        | Півфінал        | Фінал           | Фінал           |
| Спортсмен       | Дисципліна           | Час               | Місце             | Час             | Місце           | Час             | Місце           |
| --------------- | -------------------- | ----------------- | ----------------- | --------------- | --------------- | --------------- | --------------- |
| Елой Іманірагуа | 200 м вільним стилем | 2:20.68           | 79                | Завершив виступ | Завершив виступ | Завершив виступ | Завершив виступ |
| Патрік Рукундо  | 50 м вільним стилем  | 27.75             | 104               | Завершив виступ | Завершив виступ | Завершив виступ | Завершив виступ |

Жінки
| Спортсменка        | Дисципліна       | Попередній заплив | Попередній заплив | Півфінал         | Півфінал         | Фінал            | Фінал            |
| Спортсменка        | Дисципліна       | Час               | Місце             | Час              | Місце            | Час              | Місце            |
| ------------------ | ---------------- | ----------------- | ----------------- | ---------------- | ---------------- | ---------------- | ---------------- |
| Альфонсіна Агахозо | 100 м брасом     | 1:27.80           | 67                | Завершила виступ | Завершила виступ | Завершила виступ | Завершила виступ |
| Джоанна Умурунгі   | 100 м батерфляєм | 1:13.14           | 65                | Завершила виступ | Завершила виступ | Завершила виступ | Завершила виступ |